# Ctesibio
Ctesibio (in greco antico: Κτησίβιος?; ... – Alessandria d'Egitto, ...; fl. III secolo a.C.) è stato un ingegnere e inventore greco antico, inventore della pompa, dell'organo a canne, dell'orologio ad acqua e del primo modello di cannone funzionante senza polvere da sparo. Fondatore della pneumatica e iniziatore della scuola dei meccanici alessandrini.

## Biografia
Fu attivo ad Alessandria nel III secolo a.C. La datazione non è nota con esattezza (nonostante si trovino in genere date precise senza fonti). Sulla base di tutte le testimonianze esistenti J. Perrot ha datato la sua attività tra i regni di Tolomeo II e Tolomeo III: regni che coprono il periodo compreso tra il 283 a.C. e il 221 a.C., nonostante Ateneo lo collochi nel secolo successivo, all'epoca del secondo Evergete (Tolomeo VIII).
Vitruvio riferisce che era di origini modeste. Figlio di un barbiere, da ragazzo avrebbe manifestato le sue capacità inventive progettando uno specchio ad altezza regolabile, grazie a un contrappeso, per la bottega del padre. Ateneo fornisce l'informazione che aveva vissuto ad Aspenda, un sobborgo di Alessandria, ed era poi divenuto molto famoso.
Diogene Laerzio, nella sezione della sua opera dedicata ad  Arcesilao, racconta un aneddoto su un Ctesibio miserabilmente povero. Anche se intendeva riferirsi realmente al nostro scienziato, l'aneddoto non è credibile. La fama di Ctesibio, acquistata anche grazie alla progettazione di armi e di macchine di uso pubblico, unita alla ben nota larghezza con cui i primi Tolomei finanziavano la ricerca, non permettono di dubitare che avesse raggiunto una posizione prestigiosa. Non a caso Filone di Bisanzio, che era stato tra i suoi allievi e lo cita ripetutamente, sottolinea che i primi meccanici (tra i quali, come è abbastanza chiaro dal contesto, deve intendersi incluso il maestro) avevano avuto il vantaggio di vivere sotto re che amavano la fama e sostenevano le arti.
Si è anche ipotizzato che Ctesibio possa aver diretto il Museo di Alessandria, ma non esiste alcuna documentazione che supporti questa congettura. Un passo di Filone che descrive esperimenti compiuti dal maestro a beneficio dei suoi allievi non lascia tuttavia dubbi sul fatto che avesse creato una scuola (in realtà la scuola dei meccanici alessandrini, che gli sarebbe sopravvissuta a lungo) e sembra logico pensare che la sua attività di ricerca e insegnamento si svolgesse nell'ambito del Museo.

## Opere e contributi scientifici

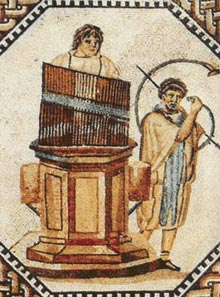

Ctesibio aveva scritto diverse opere, ormai tutte perdute. Un'opera dal titolo generico Memorie (Ὑπομνήματα) è citata da Ateneo Meccanico, che ne riporta un frammento e da Vitruvio, che ne traduce il titolo in latino con Commentarii. Essa conteneva la descrizione di vari apparecchi basati sulla pneumatica, ossia sull'uso della pressione dell'aria e dell'acqua. A giudizio di Vitruvio si trattava sia di strumenti utili, come orologi e pompe, sia di oggetti puramente ludici, come automi e apparecchi che imitavano il canto degli uccelli. Un'altra opera, dedicata all'organo, è citata da Ateneo. La Belopoeica di Erone di Alessandria (ossia la sua opera sulle armi da getto) dipende strettamente da uno scritto di Ctesibio sullo stesso argomento, come è dimostrato sia da un'analisi del contenuto sia dal nome di Ctesibio presente nel titolo dell'opera accanto a quello di Erone  Non sappiamo se l'opera sulle armi usata  da Erone fosse un'opera autonoma o una sezione delle Memorie già citate.
Filone di Bisanzio, a proposito delle proprietà di elasticità dell'aria, cita un'altra opera dal titolo Dimostrazioni pneumatiche ( πνευματικὰ θεωρήματα), che presumibilmente aveva un carattere più teorico. Che Ctesibio nei suoi scritti non si limitasse a descrizioni di apparecchi, ma affrontasse anche argomenti teorici sembra d'altra parte testimoniato anche da Vitruvio, quando afferma che le sue opere, come quelle di Archimede, erano comprensibili solo a coloro che avevano studiato la filosofia della natura..
Tutti gli antichi autori che si occupano dell'argomento sono concordi nel considerarlo il fondatore della pneumatica. Certamente nelle ricerche inquadrate sotto questo nome si era occupato della pressione dell'acqua e dell'aria. Negli studi sull'elasticità aveva poi esteso tale concetto, fino ad allora usato per materiali evidentemente flessibili, come il legno o le fibre animali, all'aria e alle leghe metalliche. L'invenzione dell'organo  e le testimonianze sugli effetti acustici da lui progettati lasciano intravedere anche un interesse per l'acustica.
Certamente Filone di Bisanzio ed Erone di Alessandria attingono largamente a lui  nelle loro opere sulla pneumatica e sulla costruzione di automi, come è dimostrato dal confronto tra alcuni apparecchi da loro descritti e quelli che Vitruvio esplicitamente attribuisce a Ctesibio.

## Realizzazioni tecnologiche

### La pompa
Una delle più importanti e durature invenzioni di Ctesibio è la pompa per il sollevamento dell'acqua. La macchina è descritta da Vitruvio, che ne attribuisce la paternità a Ctesibio, e da Erone, che omette di citare l'autore. La pompa è costituita da due cilindri di bronzo nei quali, mediante un'asta girevole, vengono alternativamente alzati e abbassati due pistoni a tenuta. Entrambi i cilindri comunicano con un tubo verticale. Azionando la pompa nell'acqua, questa riempie i cilindri quando i pistoni corrispondenti si alzano, mentre quando si abbassano, grazie alla chiusura di opportune valvole, che le impediscono di  rifluire nell'altro cilindro, è costretta  a salire nel tubo.
I due ingredienti essenziali di questo congegno, la coppia cilindro-pistone e la valvola sono due elementi tecnologici di grande importanza, entrambi senza precedenti documentati e entrambi usati ancora oggi. Naturalmente la realizzazione di questa pompa richiedeva sia un livello avanzato delle tecniche di molatura, necessarie per assicurare la perfetta aderenza tra pistoni e cilindri, sia l'uso di un olio lubrificante (che Vitruvio menziona). I ritrovamenti archeologici di pompe di questo tipo dimostrano quanto fossero ancora usate in epoca imperiale.

### L'orologio ad acqua

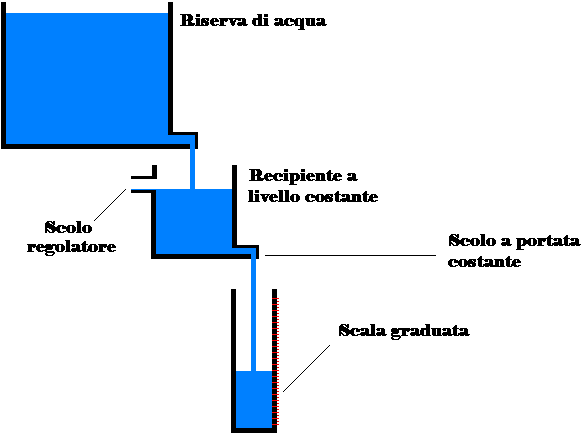
Schema di funzionamento dell'orologio ad acqua di Ctesibio

Un antico strumento usato per rendersi conto del trascorrere del tempo era la clessidra ad acqua, risalente all'Egitto faraonico: si trattava di un contenitore con un piccolo foro sul fondo che veniva riempito di acqua. Il livello dell'acqua contenuta dava un'idea del tempo trascorso. Ctesibio trasformò questo apparecchio nell'orologio idraulico, ossia in un vero strumento di misura, grazie a vari accorgimenti, che sono descritti da Vitruvio. L'idea essenziale fu quella di rendere costante la pressione presente al foro di uscita, lasciando defluire l'acqua da un recipiente in cui il livello dell'acqua era mantenuto costante. Il deflusso d'acqua, che dipende dalla pressione, diveniva così anch'esso costante.
La soluzione adottata mostra che alcuni dei concetti che saranno formalizzati da Archimede nel suo trattato Sui galleggianti erano già acquisiti. Un secondo problema era rappresentato dalle variazioni della superficie del foro d'uscita dovute a corrosioni o a formazioni calcaree. Per evitarle Ctesibio realizzava il foro in oro o in una gemma. Il tempo non era poi mostrato direttamente dal livello dell'acqua, ma da una lancetta girevole su un quadrante collegata meccanicamente ad un galleggiante che seguiva il sollevarsi il livello dell'acqua.
Gli orologi potevano includere vari altri meccanismi, come suonerie o automi che entravano in azione a tempi prefissati.

### Tecnologia militare
L'elemento più rilevante che emerge dalle testimonianze sulla progettazione di armi da getto è la sperimentazione di nuove forme di energia elastica. Filone di Bisanzio ci informa di due direzioni di queste ricerche. La prima consistette nell'esplorazione delle proprietà elastiche di leghe metalliche e riguardò anche il trattamento dei materiali.
La seconda, forse anche più interessante, condusse alla progettazione di una catapulta pneumatica,  ossia di un'arma ad aria compressa. L'energia era immagazzinata spingendo pistoni a tenuta in due cilindri. Quando i pistoni, grazie a un meccanismo di sgancio, erano rilasciati, l'aria compressa forniva al proiettile una velocità che, almeno nell'opinione di Filone, era competitiva con quella delle altre catapulte. Filone precisa che la fuoriuscita dei pistoni produceva scintille.

### L'organo a canne

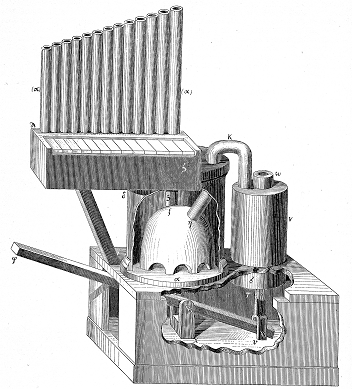
Organo idraulico di Ctesibio secondo la descrizione di Erone di Alessandria

Forse la più famosa delle invenzioni di Ctesibio è quella dell'organo, che fu anche il primo strumento musicale a tastiera della storia e anche il primo progettato scientificamente.
Nello strumento, che è descritto sia da Vitruvio che da Erone, l'acqua comprime l'aria contenuta in un serbatoio, che è spinta all'interno del somiere. Il serbatoio è continuamente rifornito di aria per mezzo di una o più pompe del tipo già descritto. La funzione dell'acqua è quella di mantenere approssimativamente costante la pressione nel serbatoio durante il funzionamento.
In una variante descritta da Erone la pompa è azionata dalla forza del vento, grazie a un meccanismo simile a quello usato nei mulini a vento.
Ctesibio diede al suo strumento il nome hydraulis (ὕδραυλις), composto con le radici di  ὕδωρ (acqua) e  αὐλός (flauto), dal quale è derivato l'aggettivo idraulico, usato inizialmente solo per l'organo ed esteso poi ad oggetti senza relazione con la musica.
L'organo fu in seguito migliorato sostituendo il sebatoio ad acqua con un mantice. In epoca imperiale e bizantina entrò in Europa quando l'imperatore bizantino Costantino V regalò uno strumento di questo tipo al re dei Franchi Pipino il Breve.